# Mauro Cabral
Mauro Cabral (né le 2 octobre 1971 à Córdoba) est un militant intersexe, défenseur des droits LGBT et théoricien social argentin. Ses recherches académiques se concentrent sur la théorie sociale, en soulignant les débats sur le changement de sexe et les problèmes liés à l'intersexuation.

## Biographie

### Jeunesse et éducation
À la naissance, Mauro Cabral se être attribué au genre féminin. Cependant, il s'identifie au masculin et est attiré envers les hommes. Cela est considéré comme un désordre par sa famille et les médecins l'entourant. Dès l'âge de 13 ans, il a vécu une « douloureuse » expérience lors d'une visite à une clinique pédiatrique, où l'on juge son corps,. Plus tard, à ses 17 ans, Mauro Cabral a vécu une seconde expérience qu'il se souvient 28 ans plus tard :

« J'ai tenu une fête et embrassé mon premier garçon. Ils croyaient tous que j'étais fou. »

À l'âge adulte, Mauro Cabral a étudié l'histoire et la philosophie à l'Université nationale de Córdoba.

### Vie professionnelle et militantisme
Mauro Cabral a enseigné à l'université nationale de Córdoba[réf. nécessaire].
Mauro Cabral est membre du Conseil de l'International Gay and Lesbian Human Rights Commission (IGLHRC) depuis 1999[réf. nécessaire], co-président de l'Action globale pour l'égalité trans[réf. nécessaire], membre du comité international pour le Center for Lesbian and Gay Studies (CLGS)[réf. nécessaire], directeur des programmes et de la sensibilisation à Global Action for Transic Equality (GATE), conseiller principal auprès du Fonds intersexe d'Astraea, membre du conseil de la journée mondiale contre l'homophobie, la transphobie et la biphobie et membre du conseil d'administration d'Akahat-Espacio de Trabajo en Sexualidades y Géneros.
Mauro Cabral est un des 29 signataires aux Principes de Yogjakarta,,. Il lutte contre les obstacles discriminatoires dont font face les membres de la communauté LGBT et recherche sur les intersections entre la diversité corporelle, la biotechnologie et la loi.
En 2016, Mauro Cabral vit à Buenos Aires.

## Ouvrages
- (es) Mauro Cabral, Interdicciones: Escrituras de la intersexualidad en castellano, Córdoba, Anarrés Editorial, 2009 (ISBN 978-987-05-5898-9)
- (es) Mauro Cabral Grinspan, Ilana Eloit, David Paternotte et Mieke Verloo, « Exploring TERFnesses », DiGeSt - Journal of Diversity and Gender Studies, vol. 10, no 2,‎ 11 décembre 2023 (ISSN 2593-0273 et 2593-0281, DOI 10.21825/digest.90008, lire en ligne)
- (en) Mauro Cabral, Amets Suess, Julia Ehrt et Tshegofatso Joshua Seehole, « Removal of gender incongruence of childhood diagnostic category: a human rights perspective », The Lancet Psychiatry, vol. 3, no 5,‎ 1er mai 2016, p. 405–406 (ISSN 2215-0366 et 2215-0374, DOI 10.1016/S2215-0366(16)30043-8, lire en ligne)